# ディープスポット
ディープスポット(Deepspot)はポーランドのワルシャワ近郊、ムシチョヌフにある水深45メートルのプールとスクーバダイビングの訓練施設である。2021年6月にアラブ首長国連邦のディープダイブ・ドバイが開かれるまで、世界一深いプールの記録を保持していた。
ディープスポットは更なる潜水の技能を身に付けたいと願っている様々な経験レベルのダイバーに向けた練習と訓練の場所として設計された。この施設は2020年12月、推定875万ユーロ（1060万アメリカ合衆国ドルの費用と2年を超える建設期間をかけた末に開かれた。プールの建設には5000立方メートルのコンクリートと1000トンの鉄鋼が使われ、8000立方メートルの水がプールには含まれている。
施設とプールには訓練を補助するための多くの特別な設備が設置されており、プールの底に向かって落ちていくブルーホールのシミュレーションや人工的な水中の洞窟、頭上の環境で訓練を行うための考古学的な遺跡、小さな沈没船のシミュレーションなどがある。観客のための水中観察トンネルも設置されており、水深5メートルの場所にはプールに接続し水中に部屋を持つホテルと展望台が建設中である。
設備は主に、趣味として潜水を行う者、並びにプロの潜水士の使用を想定しているが、ディープスポットではテクニカルダイビングとプロフェッショナルダイビングの技能を必要とする警察官、消防士、医療従事者、軍人に向けた訓練も提供している。
ディープスポットはポーランドのワルシャワで「フライスポット」も経営するミハウ・ブラシュチンスキが保有している。ディープスポットが開かれた際、ディープスポットはイタリアのモンテグロット・テルメにあるY-40「ディープ・ジョイ」とベルギーのブリュッセルにあるネモ33を上回り、世界一深いプールとなった。ディープスポットは現在では、アラブ首長国連邦のディープダイブ・ドバイに次ぎ世界で2番目に深いプールとして知られている。